# Тітій (цар маріандінів)
Тітій (дав.-гр. Τιτίας) — персонаж давньогрецької міфології, герой племені маріандінів у Північній Анатолії, під керівництвом якого населення збільшилося і досягло процвітання, і зрештою його обрали царем, а своє місто назвали Тітієм на його честь.
Синами його були Пріолай, Лік, Маріандін, деякі автори називають Борма його сином замість Пріолая, оскільки про них обох були складені траурні пісні. Пріолай був вбитий у битві з бебриками, територію яких маріандіни завоювали завдяки допомозі Геракла, який надалі виграв змагання у маріандінів під час похоронних ігор по Пріолаю.
Також за іншими джерелами Тітій був одним з дактилів з гори Іда. Він і його брат Ціллен були шановані у Фригії як супутники Кібели та захисники міст. Вони були синами німфи Анхіале.